# Championnat de France féminin de football 1998-1999
Navigation
Édition précédente Édition suivante
Le National 1A 1998-1999  est la 25e édition du championnat de France féminin de football. Le premier niveau national du championnat féminin oppose douze clubs français en une série de vingt-deux rencontres jouées durant la saison de football. Les trois dernières places du championnat sont synonymes de relégation en Nationale 1B.
Lors de l'exercice précédent, le Caluire SCSC, l'US Orléans et le CBOSL Football, ont gagné le droit d'évoluer dans cette compétition à l'issue de la saison de National 1B.
À l'issue de la saison, le Toulouse OAC décroche le premier titre de champion de France de son histoire en ayant remporté vingt matchs sur vingt-deux. Dans le bas du classement, le CBOSL Football, l'AS Saint-Quentin et l'USO Bruay-la-Buissière, sont relégués après respectivement une, deux et trois saisons au plus haut niveau.
| \| FC Lyon Montpellier Le Crès FCF Juvisy Toulouse OAC ASJ Soyaux Saint-Brieuc SC ESOFV La Roche-sur-Yon US Orléans Caluire SCSC CBOSL Football AS Saint-Quentin USO Bruay-la-Buissière \| Localisation des clubs engagés dans le championnat. |
| FC Lyon Montpellier Le Crès FCF Juvisy Toulouse OAC ASJ Soyaux Saint-Brieuc SC ESOFV La Roche-sur-Yon US Orléans Caluire SCSC CBOSL Football AS Saint-Quentin USO Bruay-la-Buissière                                                           |

## Participants
Ce tableau présente les douze équipes qualifiées pour disputer le championnat 1999-2000. On y trouve le nom des clubs, la date de création du club, l'année de la dernière montée au sein de l'élite, leur classement de la saison précédente, le nom des stades ainsi que la capacité de ces derniers.
Légende des couleurs
- Champion de National 1A la saison précédente.
- Promu de National 1B.

| Nom du club            | Date de création | Dernière montée | Classement 1997-1998 | Stade                | Capacité | Victoires en championnat |
| ---------------------- | ---------------- | --------------- | -------------------- | -------------------- | -------- | ------------------------ |
| FC Lyon                | 1970             | 1978            | 1                    | Plaine de Gerland    | 2 200    | 4                        |
| FCF Juvisy             | 1971             | 1986            | 2                    | Stade Georges Maquin | 2 000    | 4                        |
| Toulouse OAC           | 1980             | 1994            | 3                    | Stade de la Ramée    | 3 000    | /                        |
| ESOFV La Roche-sur-Yon | 1978             | 1996            | 4                    | Stade de Saint-André | 1 800    | /                        |
| Saint-Brieuc SC        | 1973             | -               | 5                    | Stade Fred-Aubert    | 13 500   | 1                        |
| ASJ Soyaux             | 1968             | -               | 6                    | Stade Léo Lagrange   | 4 800    | 1                        |
| AS Saint-Quentin       | -                | 1997            | 7                    | -                    | -        | /                        |
| Montpellier Le Crès    | -                | 1997            | 8                    | Stade Joseph Blanc   | 1 000    | /                        |
| USO Bruay-la-Buissière | -                | 1996            | 9                    | -                    | -        | /                        |
| Caluire SCSC           | -                | 1998            | N1B                  | -                    | -        | /                        |
| US Orléans             | -                | 1998            | N1B                  | -                    | -        | /                        |
| CBOSL Football         | -                | 1998            | N1B                  | -                    | -        | /                        |

## Compétition

### Classement
Le classement est calculé avec le barème de points suivant : une victoire vaut quatre points, le match nul deux et la défaite un.
Critères de départage en cas d'égalité au classement :
1. classement aux points des matchs joués entre les clubs ex æquo ;
2. différence entre les buts marqués et les buts concédés par chacun d’eux au cours des matchs qui les ont opposés ;
3. différence entre les buts marqués et les buts concédés sur la totalité des matchs joués dans le championnat ;
4. plus grand nombre de buts marqués sur la totalité des matchs joués dans le championnat ;
5. en cas de nouvelle égalité, une rencontre supplémentaire aura lieu sur terrain neutre avec, éventuellement, l’épreuve des tirs au but.

| Rang | Équipe                 | Pts | J  | G  | N | P  | Bp | Bc | Diff |
| ---- | ---------------------- | --- | -- | -- | - | -- | -- | -- | ---- |
| 1    | Toulouse OAC           | 83  | 22 | 20 | 1 | 1  | 76 | 14 | +62  |
| 2    | ESOFV La Roche-sur-Yon | 76  | 22 | 16 | 6 | 0  | 54 | 20 | +34  |
| 3    | FCF Juvisy             | 70  | 22 | 15 | 3 | 4  | 58 | 23 | +35  |
| 4    | Saint-Brieuc SC        | 68  | 22 | 15 | 1 | 6  | 61 | 25 | +36  |
| 5    | FC Lyon T              | 56  | 22 | 10 | 4 | 8  | 31 | 35 | -4   |
| 6    | Caluire SCSC P         | 49  | 22 | 8  | 3 | 11 | 38 | 50 | -12  |
| 7    | ASJ Soyaux             | 48  | 22 | 8  | 2 | 12 | 50 | 37 | +13  |
| 8    | US Orléans P           | 43  | 22 | 5  | 6 | 11 | 27 | 49 | -22  |
| 9    | Montpellier Le Crès    | 43  | 22 | 6  | 3 | 13 | 30 | 55 | -25  |
| 10   | CBOSL Football P       | 39  | 22 | 5  | 2 | 15 | 20 | 47 | -27  |
| 11   | AS Saint-Quentin       | 35  | 22 | 3  | 4 | 15 | 21 | 72 | -51  |
| 12   | USO Bruay-la-Buissière | 30  | 22 | 1  | 5 | 16 | 26 | 65 | -39  |

|  | Relégué en National 1B. |
|  | T Tenant du titre. P Promu de National 1B. Pts points ; G victoires ; N match nuls ; P défaites Bp buts marqués ; Bc buts encaissés ; Diff différence de buts |

### Résultats
Source : Erik Garin et Hervé Morard, « France - List of Women Final Tables », sur rsssf.com
| Résultats (▼dom., ►ext.)                                   | CBO | Bru | Cal | Juv | RsY | Lyo | Mon | Orl | S-B | S-Q | Soy | Tou |
| CBOSL Football                                             |     | 3-1 | 0-1 | 0-1 | 1-4 | 3-0 | 0-1 | 0-0 | 0-3 | 2-0 | 2-1 | 1-3 |
| USO Bruay-la-Buissière                                     | 4-1 |     | 2-3 | 0-5 | 2-3 | 0-1 | 4-4 | 1-1 | 1-5 | 1-2 | 2-6 | 2-3 |
| Caluire SCSC                                               | 5-0 | 3-0 |     | 1-5 | 1-3 | 1-2 | 1-1 | 4-1 | 1-5 | 3-0 | 2-1 | 2-3 |
| FCF Juvisy                                                 | 5-0 | 3-0 | 2-1 |     | 3-3 | 2-3 | 5-0 | 1-1 | 3-1 | 5-0 | 3-1 | 0-2 |
| ESOFV La Roche-sur-Yon                                     | 3-0 | 3-1 | 1-1 | 3-1 |     | 0-0 | 2-1 | 1-1 | 1-0 | 6-1 | 2-1 | 1-1 |
| FC Lyon                                                    | 1-0 | 1-1 | 2-1 | 0-2 | 1-1 |     | 3-1 | 4-1 | 2-1 | 2-1 | 3-0 | 0-3 |
| Montpellier Le Crès                                        | 2-1 | 1-0 | 2-1 | 2-3 | 2-3 | 2-1 |     | 2-1 | 3-4 | 1-2 | 0-3 | 0-5 |
| US Orléans                                                 | 2-0 | 1-1 | 3-1 | 0-1 | 1-3 | 2-1 | 4-2 |     | 0-3 | 3-4 | 2-1 | 0-7 |
| Saint-Brieuc SC                                            | 5-0 | 4-1 | 4-0 | 1-1 | 0-3 | 3-0 | 5-1 | 3-1 |     | 3-0 | 3-1 | 1-2 |
| AS Saint-Quentin                                           | 0-4 | 1-1 | 2-3 | 1-4 | 1-4 | 3-3 | 1-1 | 2-2 | 0-4 |     | 0-2 | 0-8 |
| ASJ Soyaux                                                 | 2-2 | 6-0 | 2-2 | 2-3 | 0-2 | 3-0 | 3-1 | 3-0 | 1-2 | 9-0 |     | 1-4 |
| Toulouse OAC                                               | 3-0 | 5-1 | 9-0 | 1-0 | 0-2 | 4-1 | 3-0 | 4-0 | 3-1 | 1-0 | 2-1 |     |
| - Victoire à domicile - Match nul - Victoire à l'extérieur |     |     |     |     |     |     |     |     |     |     |     |     |

## Bilan de la saison
| Championnat de France féminin de football 1998-1999 |                          |
| Champion                                            | Toulouse OAC (1er titre) |
| Dauphin                                             | ESOFV La Roche-sur-Yon   |
| Promotions et relégations                           |                          |
| Promus en National 1A                               | FC Félines Saint-Cyr     |
| Promus en National 1A                               | Stade quimpérois         |
| Promus en National 1A                               | Saint-Memmie Olympique   |
| Relégués en National 1B                             | CBOSL Football           |
| Relégués en National 1B                             | AS Saint-Quentin         |
| Relégués en National 1B                             | USO Bruay-la-Buissière   |